# Premi César 2020

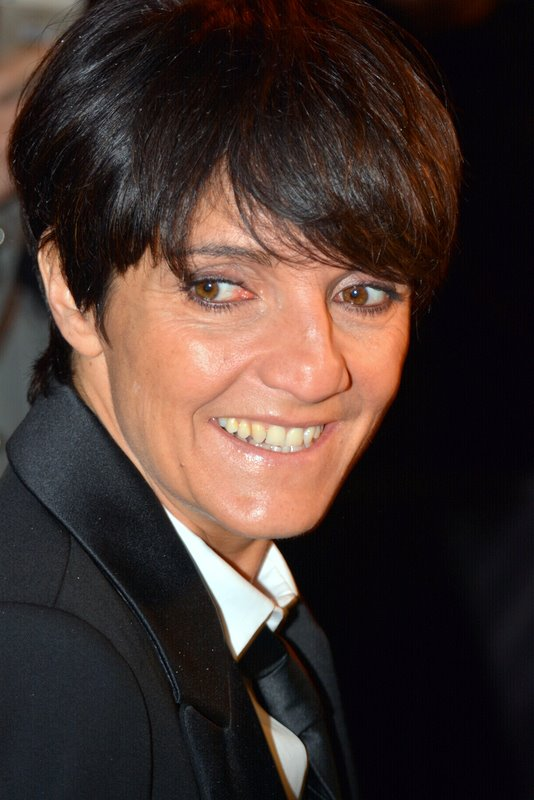
Florence Foresti, presentatrice della cerimonia

La cerimonia di premiazione della 45ª edizione dei Premi César ha avuto luogo il 28 febbraio 2020 presso il Salle Pleyel di Parigi. È stata presentata da Florence Foresti.
Ad ottenere il maggior numero di candidature sono state le pellicole L'ufficiale e la spia (dodici), La belle époque e I miserabili (undici) e Ritratto della giovane in fiamme (dieci).
Il maggior numero di premi è stato ottenuto da I miserabili (quattro), L'ufficiale e la spia e La belle époque (tre), Non conosci Papicha e Dov'è il mio corpo? (due).
L'edizione 2020 è stata al centro di diversi cambiamenti e polemiche. Il César del pubblico, a differenza delle precedenti edizioni in cui veniva automaticamente assegnato al film francese con il maggior incasso al botteghino nell'anno precedente, è questa volta determinato da un voto dell'Accademia che designa il vincitore tra i cinque principali film francesi del botteghino 2019, al fine di rappresentare sia la scelta del pubblico che il voto dei professionisti del cinema. Il César onorario doveva essere assegnato all'attore statunitense Brad Pitt non è stato infine premiato, l'attore non si è presentato all'ultimo minuto per motivi sconosciuti.
Dopo assegnazione del premio per il miglior regista a Roman Polański, su cui pende un'accusa di stupro, molte persone hanno abbandonato la cerimonia, tra cui Adèle Haenel, Céline Sciamma e la presentatrice della cerimonia Florence Foresti.

## Vincitori e candidati

### Miglior film
- I miserabili (Les Misérables), regia di Ladj Ly
- La belle époque, regia di Nicolas Bedos
- Grazie a Dio (Grâce à Dieu), regia di François Ozon
- The Specials - Fuori dal comune (Hors normes), regia di Éric Toledano e Olivier Nakache
- Ritratto della giovane in fiamme (Portrait de la jeune fille en feu), regia di Céline Sciamma
- Roubaix, una luce nell'ombra (Roubaix, une lumière), regia di Arnaud Desplechin
- L'ufficiale e la spia (J'accuse), regia di Roman Polański

### Miglior regista
- Roman Polański – L'ufficiale e la spia (J'accuse)
- Nicolas Bedos – La belle époque
- Arnaud Desplechin – Roubaix, una luce nell'ombra (Roubaix, une lumière)
- Ladj Ly – I miserabili (Les Misérables)
- François Ozon – Grazie a Dio (Grâce à Dieu)
- Céline Sciamma – Ritratto della giovane in fiamme (Portrait de la jeune fille en feu)
- Éric Toledano e Olivier Nakache – The Specials - Fuori dal comune (Hors normes)

### Miglior attore
- Roschdy Zem – Roubaix, una luce nell'ombra (Roubaix, une lumière)
- Daniel Auteuil – La belle époque
- Damien Bonnard – I miserabili (Les Misérables)
- Vincent Cassel – The Specials - Fuori dal comune (Hors normes)
- Jean Dujardin – L'ufficiale e la spia (J'accuse)
- Reda Kateb – The Specials - Fuori dal comune (Hors normes)
- Melvil Poupaud – Grazie a Dio (Grâce à Dieu)

### Miglior attrice
- Anaïs Demoustier – Alice e il sindaco (Alice et le Maire)
- Eva Green – Proxima
- Adèle Haenel – Ritratto della giovane in fiamme (Portrait de la jeune fille en feu)
- Chiara Mastroianni – L'hotel degli amori smarriti (Chambre 212)
- Noémie Merlant – Ritratto della giovane in fiamme (Portrait de la jeune fille en feu)
- Doria Tillier – La belle époque
- Karin Viard – Chanson douce

### Migliore attore non protagonista
- Swann Arlaud – Grazie a Dio (Grâce à Dieu)
- Grégory Gadebois – L'ufficiale e la spia (J'accuse)
- Louis Garrel – L'ufficiale e la spia (J'accuse)
- Benjamin Lavernhe – Amore a seconda vista (Mon inconnue)
- Denis Ménochet – Grazie a Dio (Grâce à Dieu)

### Migliore attrice non protagonista
- Fanny Ardant – La belle époque
- Josiane Balasko – Grazie a Dio (Grâce à Dieu)
- Laure Calamy – Seules les bêtes
- Sara Forestier – Roubaix, una luce nell'ombra (Roubaix, une lumière)
- Hélène Vincent – The Specials - Fuori dal comune (Hors normes)

### Migliore promessa maschile
- Alexis Manenti – I miserabili (Les Misérables)
- Anthony Bajon – Nel nome della terra (Au nom de la terre)
- Benjamin Lesieur – The Specials - Fuori dal comune (Hors normes)
- Liam Pierron – L'anno che verrà (La vie scolaire)
- Djebril Zonga – I miserabili (Les Misérables)

### Migliore promessa femminile
- Lyna Khoudri – Non conosci Papicha (Papicha)
- Luàna Bajrami – Ritratto della giovane in fiamme (Portrait de la jeune fille en feu)
- Céleste Brunnquell – Les Éblouis
- Nina Meurisse  – Camille
- Mame Bineta Sané – Atlantique

### Migliore sceneggiatura originale
- Nicolas Bedos – La belle époque
- Ladj Ly – I miserabili (Les Misérables)
- François Ozon – Grazie a Dio (Grâce à Dieu)
- Céline Sciamma – Ritratto della giovane in fiamme (Portrait de la jeune fille en feu)
- Éric Toledano e Olivier Nakache – The Specials - Fuori dal comune (Hors normes)

### Migliore adattamento
- Roman Polański e Robert Harris – L'ufficiale e la spia (J'accuse)
- Jérémy Clapin e Guillaume Laurant – Dov'è il mio corpo? (J'ai perdu mon corps)
- Costa-Gavras – Adults in the Room
- Arnaud Desplechin e Léa Mysius – Roubaix, una luce nell'ombra (Roubaix, une lumière)
- Dominik Moll e Gilles Marchand – Seules les bêtes

### Migliore fotografia
- Claire Mathon – Ritratto della giovane in fiamme (Portrait de la jeune fille en feu)
- Nicolas Bolduc – La belle époque
- Paweł Edelman – L'ufficiale e la spia (J'accuse)
- Irina Lubtchansky – Roubaix, una luce nell'ombra (Roubaix, une lumière)
- Julien Poupard – I miserabili (Les Misérables)

### Miglior montaggio
- Flora Volpelière – I miserabili (Les Misérables)
- Anny Danché e Florent Vassault – La belle époque
- Laure Gardette – Grazie a Dio (Grâce à Dieu)
- Hervé de Luze – L'ufficiale e la spia (J'accuse)
- Dorian Rigal-Ansou – The Specials - Fuori dal comune (Hors normes)

### Migliore scenografia
- Stéphane Rozenbaum – La belle époque
- Benoît Barouh – Wolf Call - Minaccia in alto mare (Le Chant du loup)
- Thomas Grézaud – Ritratto della giovane in fiamme (Portrait de la jeune fille en feu)
- Jean Rabasse – L'ufficiale e la spia (J'accuse)
- Franck Schwarz – Edmond

### Migliori costumi
- Pascaline Chavanne – L'ufficiale e la spia (J'accuse)
- Alexandra Charles – Jeanne
- Thierry Delettre – Edmond
- Dorothée Guiraud – Ritratto della giovane in fiamme (Portrait de la jeune fille en feu)
- Emmanuelle Youchnovski – La belle époque

### Migliore musica
- Dan Levy – Dov'è il mio corpo? (J'ai perdu mon corps)
- Fatima Al Qadiri – Atlantique
- Marco Casanova e Kim Chapiron – I miserabili (Les Misérables)
- Alexandre Desplat – L'ufficiale e la spia (J'accuse)
- Grégoire Hetzel – Roubaix, una luce nell'ombra (Roubaix, une lumière)

### Miglior sonoro
- Nicolas Cantin, Thomas Desjonquères, Raphaëll Mouterde, Olivier Goinard, Randy Thom – Wolf Call - Minaccia in alto mare (Le Chant du loup)
- Lucien Balibar, Aymeric Devoldère, Cyril Holtz, Niels Barletta – L'ufficiale e la spia (J'accuse)
- Rémi Daru, Séverin Favriau, Jean-Paul Hurier – La belle époque
- Arnaud Lavaleix, Jérôme Gonthier, Marco Casanova – I miserabili (Les Misérables)
- Julien Sicart, Valérie de Loof, Daniel Sobrino – Ritratto della giovane in fiamme (Portrait de la jeune fille en feu)

### Miglior film straniero
- Parasite (Gisaengchung), regia di Bong Joon-ho • Corea del Sud
- C'era una volta a... Hollywood (Once Upon a Time... in Hollywood), regia di Quentin Tarantino • Stati Uniti d'America
- Dolor y gloria, regia di Pedro Almodóvar • Spagna
- L'età giovane (Le Jeune Ahmed), regia di Jean-Pierre e Luc Dardenne • Belgio
- Joker, regia di Todd Phillips • Stati Uniti d'America
- Lola (Lola vers la mer), regia di Laurent Micheli • Belgio, Francia
- Il traditore, regia di Marco Bellocchio • Italia, Francia, Germania, Brasile

### Migliore opera prima
- Non conosci Papicha (Papicha), regia di Mounia Meddour
- Atlantique, regia di Mati Diop
- Nel nome della terra (Au nom de la terre), regia di Édouard Bergeon
- I miserabili (Les Misérables), regia di Ladj Ly
- Wolf Call - Minaccia in alto mare (Le Chant du loup), regia di Antonin Baudry

### Miglior documentario
- M, regia di Yolande Zauberman
- 68, mon Père et les Clous, regia di Samuel Bigiaoui
- La Cordillère des songes, regia di Patricio Guzmán
- Lourdes, regia di Thierry Demaizière e Alban Teurlai
- Wonder boy Olivier Rousteing, né sous X, regia di Anissa Bonnefont

### Miglior film d'animazione
- Dov'è il mio corpo? (J'ai perdu mon corps), regia di Jérémy Clapin
- La famosa invasione degli orsi in Sicilia, regia di Lorenzo Mattotti
- Les Hirondelles de Kaboul, regia di Zabou Breitman e Éléa Gobbé-Mévellec

### Miglior cortometraggio
- Pile Poil, regia di Lauriane Escaffre e Yvonnick Muller
- Beautiful Loser, regia di Maxime Roy
- Le Chant d'Ahmed, regia di Foued Mansour
- Le Chien bleu, regia di Fanny Liatard
- Nefta Football Club, regia di Yves Piat

### Miglior cortometraggio d'animazione
- La nuit des sacs plastiques, regia di Gabriel Harel
- Ce magnifique gâteau!, regia di Marc James Roels e Emma de Swaef
- Je sors acheter des cigarettes, regia di Osman Cerfon
- Make It Soul, regia di Jean-Charles Mbotti Malolo

### César del pubblico
- I miserabili (Les Misérables), regia di Ladj Ly
- Nel nome della terra (Au nom de la terre), regia di Édouard Bergeon
- Grandi bugie tra amici (Nous finirons ensemble), regia di Guillaume Canet
- The Specials - Fuori dal comune (Hors normes), regia di Éric Toledano e Olivier Nakache
- Non sposate le mie figlie! 2 (Qu'est-ce qu'on a encore fait au Bon Dieu?), regia di Philippe de Chauveron

### Premio César onorario
- Inizialmente assegnato a Brad Pitt che non accetta e quindi non assegnato.[8]